# European Leagues
La European Leagues (it. Leghe Europee) è un'organizzazione sportiva calcistica che rappresenta gli interessi delle Leghe nazionali professionistiche in Europa.

## Storia
Nata nel 2005 con il nome di European Professional Football Leagues (EPFL), essa trae origine dalla precedente Association of European Union Premier Professional Football Leagues (EUPPFL), sorta nel 1997 e poi confluita nella nuova associazione. Alla sua creazione, la EPFL contava 12 membri.
Dall'aprile 2018 ha cambiato il nome in European Leagues e oggi l'associazione è formata da:
- 30 membri effettivi, cioè leghe appartenenti a paesi affiliati UEFA e riconosciute dalla federazione nazionale) provenienti da 26 paesi europei (Austria, Azerbaigian, Belgio, Danimarca, Finlandia, Francia, Germania, Grecia, Inghilterra, Israele, Italia, Kazakistan, Norvegia, Paesi Bassi, Polonia, Portogallo, Repubblica Ceca, Romania, Russia, Scozia, Serbia, Slovenia, Spagna, Svezia, Svizzera e Ucraina),
- 5 membri associati, cioè leghe minori (terza serie) di Paesi affiliati UEFA (Germania, Paesi Bassi e Russia) o associazioni di club riconosciute dalla federazione nazionale (Turchia).
- 2 membri di sviluppo, cioè leghe riconosciute dalle federazioni riconosciute dall'UEFA che su invito della European Leagues non hanno ancora acquisito l'appartenenza ordinaria e associata ad essa (Lettonia e Lituania).

## Leghe
| Paese       | Membri effettivi                           | Membri associati                                                   | Membri di sviluppo                           |
| ----------- | ------------------------------------------ | ------------------------------------------------------------------ | -------------------------------------------- |
| Austria     | Österreichische Fußball-Bundesliga         |                                                                    |                                              |
| Azerbaigian | Azərbaycan Peşəkar Futbol Liqasının        |                                                                    |                                              |
| Belgio      | Pro League                                 |                                                                    |                                              |
| Bulgaria    | Părva Profesionalna Futbolna Liga          |                                                                    |                                              |
| Rep. Ceca   | Ligová Fotbalová Asociace                  |                                                                    |                                              |
| Danimarca   | Divisionsforeningen                        |                                                                    |                                              |
| Finlandia   | Veikkausliiga                              |                                                                    |                                              |
| Francia     | Ligue de Football Professionnel            |                                                                    |                                              |
| Germania    | Deutsche Fußball Liga                      | Deutscher Fußball-Bund                                             |                                              |
| Grecia      | Super League Ellada                        |                                                                    |                                              |
| Inghilterra | Premier League English Football League     |                                                                    |                                              |
| Israele     | Israeli Professional Football Leagues      |                                                                    |                                              |
| Italia      | Lega Serie A Lega Serie B Lega Pro         |                                                                    |                                              |
| Kazakistan  | Professional Football League of Kazakhstan |                                                                    |                                              |
| Lettonia    |                                            |                                                                    | Futbola Virslīga                             |
| Lituania    |                                            |                                                                    | Lithuanian Football Clubs Association A lyga |
| Norvegia    | Norsk Toppfotball                          |                                                                    |                                              |
| Paesi Bassi | Eredivisie                                 | Federatie Betaald Voetbal Organisaties                             |                                              |
| Polonia     | Ekstraklasa                                |                                                                    |                                              |
| Portogallo  | Liga Portuguesa de Futebol Profissional    |                                                                    |                                              |
| Romania     | Liga Profesionistă de Fotbal               |                                                                    |                                              |
| Russia      | Russian Premier Liga                       | Association Professional Football Leagues Football National League |                                              |
| Scozia      | Scottish Professional Football League      |                                                                    |                                              |
| Serbia      | Superliga                                  |                                                                    |                                              |
| Slovenia    | Prva slovenska nogometna liga              |                                                                    |                                              |
| Spagna      | Liga de Fútbol Profesional                 |                                                                    |                                              |
| Svezia      | Foreningen Svensk Elitfotboll              |                                                                    |                                              |
| Svizzera    | Swiss Football League                      |                                                                    |                                              |
| Turchia     |                                            | Kulüpler Birliği                                                   |                                              |
| Ucraina     | Prem"jer-liha                              |                                                                    |                                              |